# モンスター上司2
『モンスター上司2』（原題: Horrible Bosses 2）は、2014年にアメリカ合衆国で製作されたブラックコメディ映画。2011年に製作された『モンスター上司』の続編。
日本では劇場公開されず、ビデオスルーとなった。

## ストーリー
前作で憎き上司から解放されたニック、デール、カートの三人は、独立して起業することを決意する。だが、悪徳投資家であるハンソン親子に騙された三人は、全財産を失ってしまう。そこで、前回の騒動でもアドバイスをもらったディーンに相談したところ、彼はハンソンの息子レックスの誘拐を提案する。

## キャスト
※括弧内は日本語吹替
- ニック・ヘンドリックス - ジェイソン・ベイトマン（桐本琢也）
- カート・バックマン - ジェイソン・サダイキス（遠藤純一）
- デール・アーバス - チャーリー・デイ（高木渉）
- Dr.ジュリア・ハリス - ジェニファー・アニストン（浅野まゆみ）
- デビッド・ハーケン - ケヴィン・スペイシー（仲野裕）
- ディーン・'MF'・ジョーンズ - ジェイミー・フォックス（志村知幸）
- レックス・ハンソン - クリス・パイン（阪口周平）
- バート・ハンソン - クリストフ・ヴァルツ（安原義人）
- ハッチャー - ジョナサン・バンクス（辻親八）
- ステイシー・アーバス - リンゼイ・スローン
- マイク - キーガン＝マイケル・キー（後藤ヒロキ）
- キャンディー - ブリアン・ハウィー
- ループ - リディア・ポート（品田美穂）

日本語吹替その他：坂井恭子、後藤光祐、鷄冠井美智子、山本格、堀井千砂、白川周作
日本語版制作スタッフ 演出：依田孝利、翻訳：春山陽子、制作：東北新社